# Ichizō Kobayashi
Ichizō Kobayashi (小林 一三, Kobayashi Ichizō, 3 janvier 1873–25 janvier 1957), parfois appelé par son pseudonyme Itsuō (逸翁), était un industriel japonais. Il est surtout connu en tant que fondateur de la compagnie ferroviaire Hankyu, de la Revue Takarazuka et de la Toho.

## Carrière
Kobayashi est né à Nirasaki, Yamanashi en 1873. Il a été nommé Ichizō, qui signifie un-trois, en raison de son anniversaire, le 3 janvier. Il est diplômé de l'école Keio en 1892.
Après 14 ans de carrière à la Banque Mitsui, il a fondé (techniquement comme l'un des promoteurs/directeurs exécutifs) la Compagnie des chemins de fer Mino-o Arima (auparavant Hankyu Corp, maintenant, Hankyu Hanshin Holdings, Inc.) en 1907. À Hankyu, Kobayashi connut le succès dans la gestion du chemin de fer dans un endroit peu peuplé de la région par le développement de zones résidentielles et d'un parc d'attractions le long de la ligne de chemin de fer ainsi que la création d'un grand magasin à la gare terminus. Il a également établi la Revue Takarazuka et l'équipe de baseball professionnel Hankyu (les prédécesseurs des Orix Buffaloes) afin d'attirer des passagers. Le modèle d'affaires établi par Kobayashi a été suivi par d'autres compagnies de chemin de fer au Japon.
Plus tard, Kobayashi a été président du conseil d'administration de Tokyo Gasu Denki. Il a été nommé responsable du Ministère du Commerce et de l'Industrie dans les années 1940 au sein du Cabinet Konoye.
Il a rejoint le Groupe Taisei Yokusankai, avec Shōzō Murata et Akira Kazami. Ils ont approuvé la nouvelle politique économique et le programme militariste-socialiste. Il représentait les intérêts capitalistes dans le Japon des incursions en Asie et un gouvernement de droite-socialiste totalitaire.
Après la fin de la seconde Guerre Mondiale, il a été nommé au cabinet Shidehara et est devenu le président de l'Institut de la Réhabilitation et des Dommages de Guerre (戦災復興院, Sensai-fukkō-in), mais il a vite été purgé, en raison de sa carrière politique avant-guerre. La purge a été levée en 1951.
Kobayashi est mort en janvier 1957. Le Musée des Beaux-Arts Itsuō, ouvert en octobre 1957, est dédié à sa collection d'art.